# Sphaerosoma (schimmelgeslacht)
Sphaerosoma is een geslacht van schimmels behorend tot de familie Pyronemataceae. De typesoort is Sphaerosoma fuscescens.

## Soorten
Volgens Index Fungorum bestaat het geslacht uit tien soorten (peildatum april 2024):
| Soortnaam                  | Auteur(s)          | Publicatiejaar |
| -------------------------- | ------------------ | -------------- |
| Sphaerosoma alveolatum     | McLennan & Cookson | 1923           |
| Sphaerosoma echinulatum    | Seaver             | 1905           |
| Sphaerosoma fuscescens     | Klotzsch           | 1839           |
| Sphaerosoma hesperium      | (Setch.) Seaver    | 1928           |
| Sphaerosoma janczewskianum | Rouppert           | 1909           |
| Sphaerosoma malayense      | E.K. Cash & Corner | 1958           |
| Sphaerosoma mucidum        | (Rodway) Hansf.    | 1956           |
| Sphaerosoma tasmanica      | Rodway             | 1920           |
| Sphaerosoma trispora       | McLennan & Cookson | 1926           |
| Sphaerosoma violaceum      | Svr?ek             | 1949           |